# 愛すべき娘たち
『愛すべき娘たち』（あいすべきむすめたち、All My Darling Daughters）は、よしながふみによる日本のオムニバス漫画。『MELODY』（白泉社）にて、2002年から2003年にかけて連載された。

## 概要
母子の愛、男女の愛、一方向の愛……、様々な愛の形を描いた5編のオムニバス構成。

## 第1話
MELODY 2002年7月号掲載
母が美しいことが自慢だった雪子。そんな母が50歳を過ぎた頃、癌で倒れる。幸いにも回復したが、「これからは好きに生きていくことにしたから、再婚した」と告げられる。相手は自分より3歳年下の若い男で……。
如月 雪子（きさらぎ ゆきこ）
30歳、独身。市役所に勤めている。母の再婚がきっかけとなり、同僚の男性と同棲し始め、後に結婚する。
如月麻里（きさらぎ まり）
雪子の母親。夫は雪子が12歳の時に亡くなっている。ホストクラブで知り合った20歳以上年下の健と再婚する。
50歳を過ぎた今でも大変美人だが、幼い頃から母親に「出っ歯だ」と言われながら育てられたため、自分の顔が好きではない。
大橋健（おおはし けん）
27歳。ホストクラブに勤めていたこともあり、麻里との出会いもホストクラブだった。時代劇俳優を目指しており、俳優としてのデビューは『水戸黄門』か『暴れん坊将軍』がいいと言うほど大の時代劇マニアである。
高屋敷順（たかやしき じゅん）
雪子の職場の同僚。後に結婚する。作中では「順ちゃん」としか呼ばれていないため、「順」が本名ではないかもしれない。

## 第2話
MELODY 2003年2月号掲載
突然、ゼミの教え子に、「あたし、いいんです」と迫られ、オーラルセックスされてしまった清隆。最高のテクニックに抗えないまま、2人の不思議な関係は続いていくが……。
和泉清隆（いずみ きよたか）
健の高校時代の同級生。大学の法学部で非常勤講師をしている。講義は実につまらないため、真剣に聴く人はまれ。
滝島舞子（たきしま まいこ）
メガネをかけた地味目な女の子。清隆のつまらない講義を真面目に聴く数少ない存在。以前付き合った男に、「男は口でしてもらうのが一番好き」と言われ、それ以来それを信じているらしく、清隆にもそのような暴挙に出た。巨乳だけが取り柄だと思っている。

## 第3話
MELODY 2003年5月号・6月号掲載
祖父に「決して人を分け隔てしてはいけない」と言われ育った莢子。仕事もできて、美人で性格もいいが、未だ独身。そんな莢子は、お見合いをし、足の不自由な男性と付き合うことになるが……。
若林莢子（わかばやし さやこ）
雪子の大学時代からの友人。建築家の卵。おっとりとした清楚な美人で、その笑顔は昔サークル中の男を皆殺しにしたらしい。祖父の介護で婚期を逃したが、本人は気にしていない。
若林聖子（わかばやし せいこ）
莢子の姉。恋愛結婚したが、離婚して娘とともに実家に出戻ってきた。
不破龍彦（ふわ たつひこ）
莢子の見合い相手。大学時代、交通事故に遭い、足が不自由になり、後遺症で大きな声が出ない。母親が過保護。

## 第4話
MELODY 2003年9月号掲載
雪子、牧村、佐伯。中学生だった3人は夢を語り合っていた。月日が経ったある日、佐伯は大きな夢を語っていた牧村のことを思い出すが……。
牧村優子（まきむら ゆうこ）
雪子の中学時代の同級生。民間企業で定年まで勤め上げるのが夢と語っていた。
佐伯友恵（さえき ともえ）
雪子の中学時代の同級生。高校で別れた雪子と違い、牧村と付き合いは続くが、会う度に目指すものが変わる彼女に何かを感じている。

## 最終話
MELODY 2003年10月号掲載
麻里は母親に「出っ歯だ、顔がニキビだらけ、やせぎす」と言われ続けながら育った。母が娘を決して可愛いとは言わなかったその理由とは……。
露木（つゆき）
麻里の母親。名前は不明、露木は旧姓。無自覚に無神経な言動をよくする。

## 書籍情報
- 2003年12月24日初版発行 ISBN 4592132955

## 朗読劇
『ARMs PRESENTS「愛すべき娘たち All My Darling Daughters」』として緒方恵美・真柴あずき・坂口理恵によるユニット『ARMs』により公演。
公演日程
- 2010年9月24日 - 26日、東京・晴れたら空に豆まいて[1]
- 2013年4月20日 - 21日、大阪・大阪市立芸術創造館[2]
- 2013年10月5日 - 6日、東京・青山月見ル君想フ[3]
- 2017年9月2日 - 3日、東京・晴れたら空に豆まいて[4]

出演者
- 緒方恵美
- 真柴あずき
- 坂口理恵
- ゲスト
  - 木下政治
  - 笹川亜矢奈
- pf
  - 岩瀬聡志
  - 藤井瑞香（2013年10月6日のみ）
- gt
  - 目木とーる